# Zwei in einem Auto (1951)
Zwei in einem Auto ist ein österreichischer Spielfilm von Ernst Marischka aus dem Jahr 1951. In Deutschland lief er unter dem Titel Du bist die Schönste für mich an.

## Handlung
Volksschullehrer August Brösecke und Schuldiener Ferdinand Walzl spielen seit Jahren gemeinsam Toto. Nun haben sie Glück und haben einen Zwölfer gelandet – da über 100 andere Spieler das gleiche Glück hatten, können sie sich nur mit Mühe den Traum von einem eigenen Wagen erfüllen. Das Gefährt ist nahezu schrottreif und das Geld reicht am Ende nicht einmal, um die beiden kaputten Reifen auszutauschen und Benzin für eine geplante Ferienreise nach Portofino zu bezahlen. August Brösecke gibt daher eine Anzeige auf: Er sucht eine Reisebegleitung, die als Bezahlung für die Fahrt Reifen und Benzin zahlt. Es meldet sich die junge Lisa Krüger, die ebenfalls eine Lottogewinnerin ist. Durch eine Verwechslung geht Lisa davon aus, dass es sich bei dem attraktiven Georg Schmittlein um August Brösecke handelt. Georg, der ein berühmter Rennfahrer ist, will für ein Rennen ebenfalls nach Portofino und findet Gefallen an Lisa, sodass er die Verwechslung nicht auflöst, sondern mit ihr als August Brösecke nach Italien fährt.
Georg muss nun vor Lisa den bescheiden lebenden Volksschullehrer geben, was umso schwerer fällt, da in Portofino bereits sein reicher Freund Mario und seine Halbverlobte Rosita auf ihn warten. Beide spielen schließlich das Spiel mit und Mario gibt in einem edlen Hotel Anweisung, dass dem Mann, der als August Brösecke eincheckt, stets geringere Preise genannt werden sollen, da Lisa sehr sparsam ist und nie ein teures Hotel beziehen würde. Georg wiederum möchte auf seinen Luxus nicht verzichten. Der echte August Brösecke erreicht jedoch zusammen mit Ferdinand als erster das Hotel und ist über die geringen Preise erfreut. Erst am nächsten Tag erfahren beide, dass sie verwechselt wurden und die vollen Preise zu zahlen haben, die zehn Mal so hoch sind. Es ist Lisa, die Licht ins Dunkel bringt, als sie im Hotel telefonisch mit „ihrem“ Herrn Brösecke verbunden werden will und beim echten landet. Sie hält Georg nun für einen charmanten Betrüger und der will wissen, wie sehr sie ihn liebt. Er gibt vor, bereits von der Polizei gesucht zu werden, und flüchtet mit Lisa per Auto in einen Wald. Hier übernachten beide im Wagen.
Am nächsten Morgen ist Georg verschwunden, teilt Lisa jedoch mit, dass er zu einem Autorennen musste. Auch August und Ferdinand haben die Nacht im Wald verbracht. Sie waren Lisa und Georg im Wagen gefolgt, dann von der Bahn abgekommen und erst über einem Abgrund zum Stehen gekommen. Der Wagen geht zu Bruch, doch treffen beide am Morgen auf Lisa, die sie mit zum Autorennen nimmt. Das Rennen gewinnt Georg und endlich erkennt Lisa, wen sie die ganze Zeit vor sich gehabt hat. Beide fahren verliebt davon. Auch für August und Ferdinand gibt es ein gutes Ende: Ferdinand hat erneut einen Totoschein ausgefüllt und wieder gewonnen, sodass beide Männer ihre Schulden bezahlen und erneut von einem Auto träumen können.

## Produktion
Zwei in einem Auto wurde im Wiener Atelier Schönbrunn, in Wien sowie in Portofino gedreht. Die Bauten schuf Fritz Jüptner-Jonstorff, die Produktionsleitung besorgte Friedrich Erban. Der Film erlebte am 21. Dezember 1951 in Wien seine Premiere und wurde am 25. Januar 1952 in Nürnberg unter dem Titel Du bist die Schönste für mich erstmals in Deutschland aufgeführt.
Im Film sind verschiedene Lieder zu hören, die zumeist von Hans Moser und Leopold Rudolf gesungen werden. Darunter ist auch der Schlager Du bist die Schönste für mich, den Hans Lang komponierte und Ernst Marischka schrieb und der Namensgeber für den deutschen Aufführungstitel wurde.
Der Film ist das Remake eines gleichnamigen französisch-deutschen Films von Joe May aus dem Jahr 1932.

## Kritik
Das Lexikon des internationalen Films nannte Zwei in einem Auto ein „Wiener Verwechslungslustspiel von bemerkenswerter Anspruchslosigkeit.“